# Peter O. Sellgren
Peter Olof Sellgren, född 11 augusti 1976, är en svensk tidigare politiker.
Sellgren var mellan hösten 2002 och våren 2004 ordförande för Fria Moderata Studentförbundet. Under åren 2006-2007 var han redaktör för tidskriften Svensk Linje.
Sellgren har studerat vid Lunds, Örebro och Stockholms universitet. År 2000-2001 var han i Örebro ordförande för studentföreningen Engelbrekt.
Sedan 2005 arbetar Peter O. Sellgren vid Kreab i Stockholm. Han har tidigare arbetat för Svenska Nyhetsbyrån såväl som Lotsen Kommunikation.